# 李建邦
李建邦（英語：Suzuki Lee，1992年6月14日—），綽號鈴木一五郎，香港藝人，2016年簽約開始參與ViuTV節目。現時為自由身演員、主持 

## 簡歷
李建邦中學就讀屯門中華基督教會譚李麗芬紀念中學，2010年全港學界足球精英賽 冠軍成員，讀書期間兼職香港海洋公園哈囉喂嘩鬼演員，獲得「最佳巡遊嘩鬼演員獎」，畢業後為自由身表演工作。之後考入香港賽馬會見習騎師學校，以騎師學員受訓，後來因健康理由離職。2016年參加ViuTV求愛真人騷《脫獨工程》而開始出名，參與了很多ViuTV節目的演出。
之後簽約大國文化暨ViuTV藝人。直至2021年1月，他在社交平台宣佈離開ViuTV，回復自由身。

## 演出

### 節目演出（ViuTV）
- 2016年：脫獨工程（參加者）
- 2017年：挑機（第二集）
- 2017年：攝·太帥 （第一至第三集）
- 2018年：晚吹-Daddy Kingdom （全季）
- 2018年：Good Night Show 全民星戰
- 2018年：Good Night Show 個個得把口（全季）
- 2019年：旅行唔只食買玩（第九集）
- 2020年：鼠年行運要點相（第二集嘉賓）
- 2020年：寂寞是幫兇（第八集）
- 2021年：最後一屆口罩小姐選舉總決賽（表演嘉賓）
- 2023年：婚前試行為（參加者）

### 節目主持（ViuTV）
- 2017年：Out筆豬仔團
- 2017年：街頭派錢黨
- 2017至2018年：Girls' Talk
- 2017至2019年：快樂童盟
- 2020年：今晚趁熱食
- 2024年：健遊全世界泰國篇

### 電視劇（ViuTV）
- 2017年：瑪嘉烈與大衛系列 - 前度 飾 小豪
- 2018年：身後事務所 飾 Tommy
- 2018年：VR驅魔人 飾  海關隊長
- 2019年：退休女皇 飾 賤B
- 2019年：娛樂風雲 飾 劉河
- 2019年：理想國—BFGF 飾 宣傳片男主角
- 2019年：黑市—嚇親萬理通 飾 鬼東
- 2020年：暖男爸爸 飾 阿V
- 2021年：太平紋身店 飾 鼬鼠
- 2022年：冥冥之中 飾 技安
- 2022年：百萬同居計劃 飾 大聖爺
- 2023年：Food Buddies 飾 Jack
- 2025年：老是常出現 飾 威廉
- 2025年：弊傢伙！我要去祓魔 飾 阿木

### 節目演出（香港電台）
- 2013年：燃眉時刻 — 撕裂 飾 童黨頭目
- 2021年：格外樓神 — 見招拆招 飾 二師弟

### 節目演出（香港開電視）
- 2021年：一秒廚神（第十集嘉賓）

### 節目演出（無綫電視）
- 2024年：福祿壽訓練學院（參賽者；第二集）

### 電影
- 2024年：不是你不愛你 飾 技術員

### 幕後作品
- 2023年：你想點煮姐（監製及編審）

### 音樂錄像
- 2022年：曾比特《重見》MV
- 2023年：艾粒ILUB《仍然未說的》MV

### 電視廣告、網絡廣告
- 2018年：黑人牙膏Bio Gum 廣告
- 2018年：德福廣場廣告
- 2019年：Wild-Fire Pizzabar & Grill廣告
- 2019年：哈爾濱啤酒廣告（天貓購物節）
- 2024年：伊利牛奶龍年新春廣告

## 網頁
- 李建邦的Facebook專頁